# Lindsay Sutton
Lindsay Sutton (nascido em 23 de outubro de 1989) é um atleta paralímpico australiano. Representou a Austrália nos Jogos Paralímpicos de Verão de 2012 em Londres, na Inglaterra. Lá, disputou a prova masculina do arremesso de peso da categoria F20, fincando com a sexta posição ao lançar a bola a 13,10 metros.

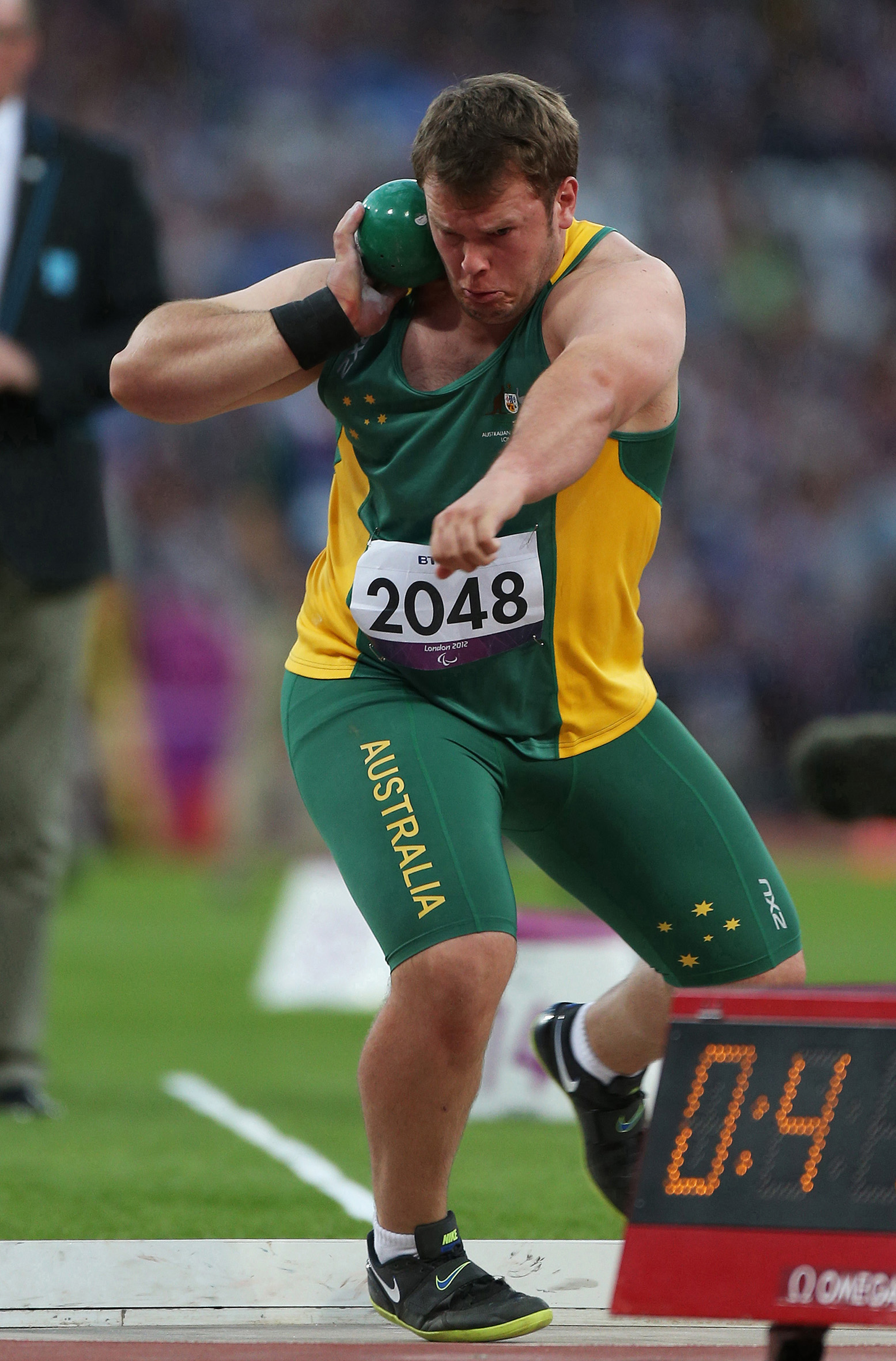
Sutton durante a Olimpíada de Londres, em 2012.